# レボンボの骨
レボンボの骨（レボンボのほね）は、南アフリカとエスワティニの間にあるレボンボ山脈で発見された、刻み目のついたヒヒの腓骨で作られた骨角器。刻み目の部分が変わっていることは、異なる刃先を使ったことを示しており、この骨の発見者である Peter Beaumont は、このことが世界中で発見される刻み目と同じように、儀式に参加している間にできた刻みだという証拠であると考えている。
24回の放射性炭素年代測定によると、この骨は43,000～44,200年前のものである。よって、時々混同されるイシャンゴの骨よりもはるかに古い時代のものである。8万年前の刻み目のついた骨も存在するが、その刻み目が単に装飾的なものなのか、機能的な意味を持っているのかは不明である。
en:The Universal Book of Mathematics によると、レボンボの骨の29個の刻み目は、「月経周期の経過を追うには陰暦が必要であったため、月相を数えるのに使われた可能性がある。もしそうであるなら、アフリカの女性が最初の数学者である」ということを示している。しかし、骨の一方の端は明らかに破損しているので、29の刻み目は最小の数である可能性もあるし、ない可能性もある。他にも刻み目のついた骨は世界中で発見されているが、一貫した刻み目の記録はなく、多くが1から10の間の刻み目しかついていない。